# 巴格万特纳加尔
巴格万特纳加尔（Bhagwant Nagar），是印度北方邦Unnao县的一个城镇。总人口6166（2001年）。

## 人口
该地2001年总人口6166人，其中男性3283人，女性2883人；0—6岁人口882人，其中男487人，女395人；识字率57.51%，其中男性为65.25%，女性为48.70%。